# Pulicaria dysenterica
A pulicaria dysenterica é uma espécie de planta com flor, herbácea, perene e rizomatosa, pertencente à família das asteráceas.
Pertence também ao tipo fisionómico dos hemicriptófitos.
A autoridade científica da espécie é (L.) Bernh., tendo sido publicada em Systematisches Verzeichnis 153. 1800.

## Nome comum
É comummente conhecida como erva-das-disenterias, tendo sido usada, ao longo da história, no âmbito da medicina popular, na confecção de mezinhas para tratar maleitas intestinais.

## Portugal
Trata-se de uma espécie autóctone, presente no território português, nomeadamente em Portugal Continental. Mais concretamente, medra nas zonas do Noroeste ocidental; da Terra Quente transmontana; em todo o Centro-Oeste, salvo no Centro-Oeste Cintranoso; em todas as zonas do Centro-Sul; no Sudeste meridional; no Sudoeste setentrional; no Barrocal algarvio e nas Berlengas.
Em termos de naturalidade é nativa da região atrás indicada.

## Ecologia
Privilegia terrenos húmidos ou pantanosos. Enquanto espécie ripícola, também se encontra amiúde na orla de corpos e cursos de água.

## Protecção
Não se encontra protegida por legislação portuguesa ou da Comunidade Europeia.